# Phương Oanh (diễn viên)
Đỗ Phương Oanh (sinh ngày 23 tháng 9 năm 1989), thường được biết đến với nghệ danh Phương Oanh, là một nữ diễn viên, người mẫu kiêm ca sĩ người Việt Nam.
Cô được biết đến thông qua các vai diễn trong các bộ phim Lời thì thầm từ quá khứ, Ngược chiều nước mắt, Lặng yên dưới vực sâu, Quỳnh búp bê, Cô gái nhà người ta, Lựa chọn số phận và Hương vị tình thân.

## Tiểu sử
Phương Oanh sinh ngày 23 tháng 9 năm 1989 trong gia đình có 4 anh chị em tại Phủ Lý, Hà Nam Ninh. Chị gái là Đỗ Phương Dung và Đỗ Hồng Nhung, em trai là Đỗ Bình Minh. Dù sinh ra trong gia đình khá giả nhưng đến năm lớp 9, bố mẹ cô làm ăn sa sút nên Phương Oanh cũng không có điều kiện đi học thêm như nhiều bạn bè đồng trang lứa. Để phụ giúp bố mẹ, cô quyết định không đi học thêm và tự học ở nhà suốt ba năm cấp ba để không tốn kém thêm tiền học phí. Sau đó cô du học ngành Quản trị khách sạn du lịch ở Singapore để chuẩn bị cho tương lai xa hơn nhưng chỉ mấy tháng thì bỏ.

## Sự nghiệp

### 2008-2011: Người mẫu
Trong những năm 2008-2011, Phương Oanh được biết đến với vai trò người mẫu tự do và từng đi thi hoa hậu. Cô từng hoạt động với vai trò người mẫu của một công ty. Phương Oanh từng thử sức với cuộc thi "Nữ hoàng Trang sức Việt Nam" năm 2008 khi đang là sinh viên năm thứ 2. Tuy nhiên do thiếu kinh nghiệm nên Phương Oanh cũng không thể tiến sâu trong lần đầu chạm ngõ một sân chơi sắc đẹp. Sau lần thử sức đi thi sắc đẹp, Phương Oanh tiếp tục với công việc người mẫu. Cô chụp ảnh quảng cáo cho nhiều nhãn hàng và tham gia trình diễn thời trang. Người đẹp cũng từ bỏ ý định tiếp tục dấn thân vào các cuộc thi nhan sắc mà đầu tư cho nghiệp diễn xuất.

### 2012-nay: Diễn xuất và ca hát
Từ năm 2012, Phương Oanh tham gia phim truyền hình với một loạt các bộ phim ấn tượng với lối diễn xuất kịch tính và đầy cảm xúc. Vai diễn đầu tiên của Phương Oanh là Vương Thị Hoa trong phim Hoa bay của kênh HTV9 và nhận được nhiều phản hồi tích cực từ khán giả. Trong bộ phim này, tạo hình của cô có phần điệu đàng nhưng vẫn hơi già dặn. Khi mới vào nghề, cô đã phải chịu áp lực tâm lý từ cộng đồng mạng, sự hoài nghi về diễn xuất:
"Tôi đã từng rơi vào khoảng thời gian rất tệ, căng thẳng thần kinh đến mức tôi không ngủ được. Dù cả ngày đi quay rất mệt nhưng đêm về vẫn không ngủ được. Để có thể ngủ được, tôi phải uống một vài ly rượu vang. Có hôm uống hơi quá, rơi vào trạng thái lâng lâng, lúc đó tôi cầm điện thoại lại thấy những thông tin không đúng về mình, thực sự rất ấm ức, mất kiểm soát"

Phương Oanh nói về thời gian khi mới làm nghề trong Cuộc hẹn cuối tuần
Năm 2013, cô tham gia 2 bộ phim Giấc mơ hạnh phúc & Gái già xì tin do VFC sản xuất. Cô tiếp tục đóng 3 phim Lấy chồng trước tết, Lời thì thầm từ quá khứ, Hoa phượng trắng sau đó 1 năm. Đến năm 2015, cô tham gia 3 bộ phim Lời ru mùa đông, Tái sinh, Đối thủ kỳ phùng.
Sang năm 2016, cô đóng vai Thu trong phim Hợp đồng hôn nhân của đạo diễn Nguyễn Khải Hưng. Đến năm 2017, cô tham gia 3 bộ phim Lặng yên dưới vực sâu, Giao mùa, Ngược chiều nước mắt. Trong đó, vai diễn Súa trong Lặng yên dưới vực sâu đã giúp Phương Oanh nhận được đề cử giải Cánh Diều Vàng cho hạng mục Nữ diễn viên chính xuất sắc nhất năm 2017.

Năm 2018, bộ phim "Quỳnh búp bê" ra mắt và cái tên Phương Oanh với vai diễn cùng tên trở thành tâm điểm của truyền thông. Có thể nói cho đến giờ đây là vai diễn thành công nhất của Phương Oanh và đưa tên tuổi cô lên hàng ngôi sao đình đám. Đây cũng là bước ngoặt quan trọng nhất trong sự nghiệp của nữ diễn viên. Kể từ đó, tên gọi “Quỳnh búp bê” trở thành biệt danh mà khán giả thường gọi Phương Oanh. Cô đã khắc hoạ rõ nét cuộc sống bi thương, sầu cảm của một cô gái “bán hoa”. Dù có phần "lép vế" hơn so với Thu Quỳnh, Thanh Hương và Doãn Quốc Đam, nhưng người đẹp đã bộc lộ được tính cách gai góc và nội tâm của nhân vật Quỳnh.
"Khó khăn nhất khi làm phim này là phải hạ cái tôi của mình xuống, bởi tôi ở ngoài đời rất hay tự ái, rất dễ xúc động và thậm chí kích động, đôi khi những từ hơi nhạy cảm cũng khiến mình xù lông nhím. Khi vào vai cô gái mại dâm thì những từ ngữ dành cho Quỳnh đều thô thiển, thậm chí là thô tục. Cho nên, tôi phải gạt cái tôi để sống với hoàn cảnh và cuộc sống của nhân vật, để cảm thấy dung hòa và quen với nhân vật".

Phương Oanh nói về vai chính Quỳnh trong phim
Sang năm 2019, cô đảm nhận vai Vy - người yêu cũ của Phong (Thanh Sơn). Dù Phong đã có vợ nhưng Vy vẫn có mối quan hệ mập mờ với anh, thậm chí cô đến nhà tuyên bố mang thai con của Phong. Cô tham gia chương trình "Mỹ nhân hành động" mùa đầu tiên, và cùng Ngọc Thanh Tâm trở thành quán quân của chương trình.
Vào năm 2020, cô đảm nhận vai Thu Uyên trong 2 phim Cô gái nhà người ta, Những ngày không quên, cùng vai Thiên Trang trong Lựa chọn số phận. Cô nhận đề cử trong hạng mục Nữ diễn viên Ấn tượng của Ấn tượng VTV 2020.
Vào năm 2021, cô đảm nhận vai Phương Nam trong phim Hương vị tình thân. Phương Nam trong “Hương vị tình thân” được đánh giá là vai diễn có nhiều màu sắc mới mẻ và phá cách mà Phương Oanh thể hiện. Những tập đầu phim, nét diễn xuất của Phương Oanh bị chê “lố”. Nhiều khán giả cho rằng cô đã thể hiện tính cách tưng tửng quá đà, khiến Phương Nam đôi lúc có phần vô duyên. Tuy nhiên càng về sau, Phương Oanh càng chứng tỏ được sự nỗ lực vào vai của mình. Đặc biệt, nữ diễn viên ghi điểm bởi những cảnh phim cần nhiều nội tâm. Vai diễn này giúp cô nhận được đề cử giải Mai Vàng cho hạng mục Nữ diễn viên điện ảnh - truyền hình. Cô sau đó rút lui khỏi hạng mục Diễn viên nữ ấn tượng của giải thưởng VTV Awards 2021.
Vào đầu năm 2023, cô trở lại showbiz với tư cách ca sĩ và ra mắt video ca nhạc "Tay trái chỉ trăng" (lời Việt từ ca khúc cùng tên do ca sĩ Trung Quốc Tát Đỉnh Đỉnh thể hiện trong phim Hương mật tựa khói sương). MV phát hành ngày 15 tháng 1 năm 2023.
Vào năm 2024, sau gần nửa năm từ khi làm mẹ, Phương Oanh bất ngờ xác nhận trở thành thí sinh của cuộc thi "Bước nhảy hoàn vũ", cô cho biết cô muốn hướng đến hình ảnh phụ nữ hiện đại khi vừa có thể theo đuổi đam mê nghệ thuật, vừa làm tròn trách nhiệm của người mẹ. Phương Oanh nhận giải Người đẹp bứt phá tại đêm chung kết.

## Đời tư
Theo chia sẻ từ Phương Oanh, vào năm 2016 cô bắt đầu mối tình với một người đàn ông từng trải và thành đạt. Cô chia sẻ đã từng có ý định kết hôn với người này nhưng sau 4 năm gắn bó cô vẫn quyết định ra đi vì mất niềm tin ở bạn trai. Sau khi kết thúc chuyện tình 4 năm, Phương Oanh gặp người mới là một doanh nhân làm trong ngành khoáng sản, nhưng một lần nữa cô yêu nhầm người. Chuyện tình kết thúc nhanh chóng chỉ sau 5 tháng khi bạn trai liên tục lừa dối cô.
Cho đến tháng 8/2022, cô xác nhận hẹn hò với doanh nhân Nguyễn Hòa Bình (Shark Bình) sau khi những hình ảnh của cô và doanh nhân được chia sẻ tràn lan trên mạng xã hội. Nữ diễn viên khẳng định cô không phải người thứ 3 và hai người yêu nhau khi đều độc thân. Thời điểm đó, bà Đào Lan Hương khẳng định vẫn còn giấy hôn thú với vị doanh nhân này, trong khi Shark Bình cho biết hai người đã ký đơn đồng thuận ly hôn từ ba năm trước.
Ngày 9/5/2023, Shark Bình thông báo hoàn tất thủ tục giấy tờ ly hôn với vợ cũ theo quyết định của Tòa án Nhân dân quận Hà Đông, Hà Nội. Từ thời điểm vướng vào tranh cãi, Phương Oanh không còn xuất hiện trên truyền hình. Tuy nhiên, cô không ngại công khai hình ảnh với bạn trai trên trang cá nhân và đáp trả những bình luận tiêu cực. Sau đó, nữ diễn viên lên tiếng xin lỗi khán giả vì ồn ào đời tư và khẳng định không phá vỡ hôn nhân người khác. Shark Bình cũng bày tỏ anh rất tiếc vì câu chuyện gây ra nhiều tranh cãi và hiểu lầm không đáng có, khiến nhiều người không liên quan bị liên luỵ và phải chịu tổn thương oan trái.
Sau đó vào tháng 6 cùng năm, cả 2 đã đăng ký kết hôn sáng 15/6 tại Hà Nam. Lễ trao giấy chứng nhận kết hôn tổ chức tại UBND phường Liêm Chính. Cuối tháng 7, họ tổ chức lễ ăn hỏi và lễ vu quy. Tuy nhiên, đám cưới dự kiến diễn ra vào ngày 11/11 bị hoãn vì nữ diễn viên đang mang thai đôi, bị nghén nặng trong thời gian chuẩn bị tiệc cưới nên mọi kế hoạch phải thay đổi. Sau nhiều lần cân nhắc, Phương Oanh và Shark Bình cảm thấy không thể chuẩn bị cho đám cưới trọn vẹn, chỉn chu nên quyết định dời lại, đợi khi hai con chào đời mới có kế hoạch tổ chức.
Ngày 14/5/2024, cô hạ sinh hai con sinh đôi, một trai một gái, tại một bệnh viện ở Hà Nội. Sau khi sinh diễn viên Phương Oanh tiết lộ đã giảm gần 20 kg. Tối ngày 15/6, gia đình tổ chức tiệc đầy tháng cho hai bé sinh đôi Jimmy và Jenny.

## Giải thưởng và đề cử
| Năm  | Lễ trao giải     | Hạng mục                                     | Đề cử    | Kết quả   |
| ---- | ---------------- | -------------------------------------------- | -------- | --------- |
| 2017 | Cánh Diều Vàng   | Nữ diễn viên chính xuất sắc phim truyền hình | Bản thân | Đề cử     |
| 2020 | Ấn tượng VTV     | Diễn viên nữ ấn tượng                        | Bản thân | Đề cử     |
| 2021 | Giải Mai Vàng    | Nữ diễn viên điện ảnh - truyền hình          | Bản thân | Đề cử     |
| 2024 | Ngôi sao của năm | Bà mẹ và em bé nổi bật của năm               | Bản thân | Đoạt giải |

### Khác
- Quán quân Mỹ nhân hành động (2019)[16].
- Nhận giải Người đẹp bứt phá tại Bước nhảy hoàn vũ (2024).[23]

## Danh sách phim & chương trình truyền hình

### Phim
| Năm  | Tên phim                   | Vai diễn      | Đạo diễn                               | Kênh      |
| ---- | -------------------------- | ------------- | -------------------------------------- | --------- |
| 2012 | Hoa bay                    | Vương Thị Hoa | NSƯT Xuân Sơn & NSƯT Đăng Khoa         | HTV9      |
| 2013 | Giấc mơ hạnh phúc          | Hân           | Bùi Huy Thuần                          | VTV1      |
| 2013 | Gái già xì tin             | Dương         | Trần Quang Vinh                        | VTV6      |
| 2014 | Lấy chồng trước tết        | Cúc           | Phạm Thanh Phong                       | VTV1      |
| 2014 | Lời thì thầm từ quá khứ    | Trang         | Mai Hồng Phong                         | VTV3      |
| 2014 | Hoa phượng trắng           |               | Lưu Ngọc Hà                            | VTV6      |
| 2015 | Lời ru mùa đông            | Oanh          | Mai Hồng Phong                         | VTV1      |
| 2015 | Tái sinh                   | Đông          | NSND Khải Hưng                         | VTV1      |
| 2015 | Đối thủ kỳ phùng           | Linh Đa       | Nguyễn Quang                           | VTV1      |
| 2016 | Hợp đồng hôn nhân          | Thu           | Nguyễn Khải Hưng                       | VTV1      |
| 2017 | Lặng yên dưới vực sâu      | Súa           | Đào Duy Phúc                           | VTV3      |
| 2017 | Giao mùa                   | Nhạn          | Trần Hoài Sơn                          | VTV1      |
| 2017 | Ngược chiều nước mắt       | Mai           | Vũ Minh Trí                            | VTV1      |
| 2018 | Quỳnh búp bê               | Quỳnh         | Mai Hồng Phong                         | VTV1 VTV3 |
| 2019 | Nàng dâu order             | Vy            | Bùi Quốc Việt                          | VTV3      |
| 2020 | Cô gái nhà người ta        | Thu Uyên      | Trịnh Lê Phong                         | VTV3      |
| 2020 | Những ngày không quên      | Thu Uyên      | NSƯT Nguyễn Danh Dũng & Trịnh Lê Phong | VTV1      |
| 2020 | Lựa chọn số phận           | Thiên Trang   | Mai Hồng Phong                         | VTV1      |
| 2021 | Hương vị tình thân         | Phương Nam    | NSƯT Nguyễn Danh Dũng                  | VTV1      |
| 2025 | Gió ngang khoảng trời xanh | Mỹ Anh        | Lê Đỗ Ngọc Linh                        | VTV3      |

### Chương trình truyền hình
| Năm  | Chương trình                                 | Vai trò                        | Ghi chú                                 | Kênh | Nguồn  |
| ---- | -------------------------------------------- | ------------------------------ | --------------------------------------- | ---- | ------ |
| 2018 | Bữa trưa vui vẻ                              | Khách mời                      |                                         | VTV6 | [ 36 ] |
| 2019 | Quý ông đại chiến                            | Ban cố vấn                     |                                         | VTV3 | [ 37 ] |
| 2019 | Mỹ nhân hành động                            | Người chơi                     | Nhận giải quán quân cùng Ngọc Thanh Tâm | VTV3 | [ 16 ] |
| 2019 | Ô hay gì thế này                             | Khách mời                      |                                         | VTV3 | [ 38 ] |
| 2019 | Ai là triệu phú                              | Người chơi                     |                                         | VTV3 | [ 39 ] |
| 2020 | Chiến sĩ 2020                                | Khách mời                      |                                         | VTV3 |        |
| 2024 | Cuộc hẹn cuối tuần                           | Khách mời cùng với Mạnh Trường |                                         | VTV3 | [ 40 ] |
| 2024 | Bước nhảy hoàn vũ                            | Thí sinh                       | Nhận giải Người đẹp bứt phá             | VTV3 | [ 22 ] |
| 2025 | Gặp gỡ diễn viên truyền hình xuân Ất Tỵ 2025 | Bản thân                       |                                         | VTV3 | [ 41 ] |